# Sascha Stegemann
Sascha Stegemann (Niederkassel, 6 dicembre 1984) è un arbitro di calcio tedesco.
Arbitra per 1. FC Niederkassel della Fußball-Verband Mittelrhein. È un arbitro FIFA ed è classificato come arbitro di prima categoria UEFA.

## Carriera arbitrale
Stegemann, arbitro del club 1. FC Niederkassel arbitra a livello DFB dal 2011. Nel gennaio 2012 è stato incluso nell'elenco degli arbitri della DFL per la 2. Bundesliga. Nel 2014 Stegemann è stato promosso arbitro in Bundesliga. Herbert Fandel, presidente del comitato arbitri della DFB, ha affermato che Stegemann è "un arbitro chiaro e coraggioso, che arricchirà la squadra arbitrale della Bundesliga". La nomina è stata fatta alla luce del fatto che negli anni successivi molti dirigenti di lunga data della Bundesliga sarebbero andati in pensione per raggiunti limiti di età.
Il 31 agosto 2014 Stegemann ha esordito in Bundesliga nella partita tra Mainz 05 e Hannover 96.

## Vita privata
Stegemann ha un diploma in pubblica amministrazione. Stegemann attualmente vive a Niederkassel.